# یادداشتها
یادداشتها (به انگلیسی: The Notes) (به پرتقالی: Os 'Apontamentos) یک رمان نوشته ژوزه ساراماگو برنده جایزه نوبل است که برای اولین بار در سال ۱۹۷۶ منتشر شد.